# Zenonia zeno
Zenonia zeno là một loài bướm ngày thuộc họ Hesperiidae. Nó được tìm thấy ở KwaZulu-Natal, Transvaal, Zimbabwe và Mozambique to miền đông Africa và to Nigeria.
Adults are brown with extensive orange markings. The whole of the forewing cell và the hindwing discal band are orange.
Ấu trùng ăn nhiều loại cỏ, but also on Gramineae species, bao gồm cultivated maize và sorghums.